# Municipio de Blue Ridge (Dakota del Norte)
El municipio de Blue Ridge (en inglés, Blue Ridge Township) es un municipio del condado de Williams, Dakota del Norte, Estados Unidos. Tiene una población estimada, a mediados de 2022, de 19 habitantes.

## Geografía
Está ubicado en las coordenadas 48°35′12″N 103°34′12″O / 48.58667, -103.57000 (48.586555, -103.569977). Según la Oficina del Censo, tiene una superficie total de 93.39 km², de los cuales 87.88 km² corresponden a tierra firme y 5.51 km² están cubiertos de agua.

## Demografía
Según el censo de 2020, en ese momento había 31 personas residiendo en la zona. La densidad de población era de 0.35 hab./km². La totalidad de los habitantes eran blancos. No había hispanos o latinos residiendo en la región.